# Apodemus flavicollis
Il topo selvatico dal collo giallo o topo selvatico a collo giallo o semplicemente topo selvatico collo giallo (Apodemus flavicollis Melchior, 1834) è un mammifero roditore della famiglia dei Muridi.

## Distribuzione

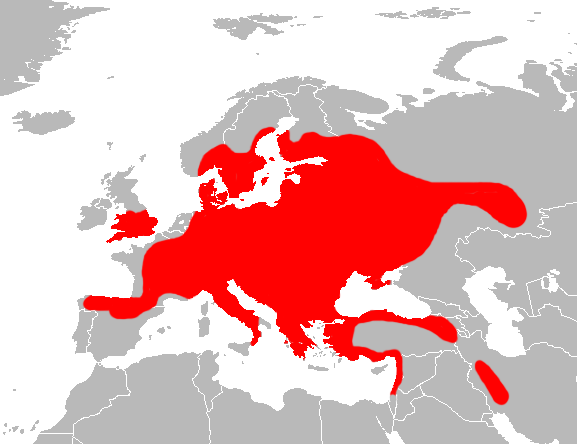
Distribuzione di Apodemus flavicollis

Con cinque sottospecie accertate (Apodemus flavicollis argyropuli, Apodemus flavicollis flavicollis, Apodemus flavicollis geminae, Apodemus flavicollis wintoni) la specie è diffusa in tutta l'Europa continentale, dalla Spagna agli Urali, oltre che in Inghilterra e Galles: secondo alcuni, una popolazione isolata della specie vivrebbe anche in Siria ed Israele. In Italia sono presenti la sottospecie nominale, diffusa in gran parte del territorio peninsulare (pur risultando quasi del tutto assente nella pianura padana e nelle aree costiere e maggiormente antropizzate) e la sottospecie geminae , endemica del promontorio del Gargano: è del tutto assente invece dalle isole, tant'è vero che tutti gli esemplari scoperti in Sicilia e classificati come Apodemus flavicollis (secondo alcuni addirittura come una sottospecie a sé stante, Apodemus flavicollis sicilianus) vengono attualmente considerati come facenti parte dell'affine Apodemus sylvaticus.

Pare prediligere le aree boscose collinari con sottobosco ben sviluppato, evitando quelle con sottobosco ridotto od assente.

## Descrizione

### Dimensioni
Misura una decina di centimetri di lunghezza, ai quali se ne sommano almeno altrettanti che spettano alla coda.

### Aspetto
Il pelo è bruno-arancio su dorso e fianchi, mentre la parte ventrale è biancastra: caratteristica della specie è una macchia giallastra presente sul collo, che a seconda della sottospecie presa in considerazione è più o meno estesa e può estendersi a mo' di collare.

Morfologicamente, questi animali sono assai simili al topo selvatico comune ed al topo selvatico alpino, coi quali vivono in simpatria in gran parte del loro areale, ma rispetto ai quali presentano differenze a livello cranico e dentale e, più in generale, dimensioni maggiori dovute alla maggiore lunghezza della coda rispetto al corpo.

## Biologia
Si tratta di animali terricoli di abitudini crepuscolari, che vivono solitamente da soli: si muovono silenziosamente nel denso sottobosco per sfuggire ai numerosi potenziali predatori e si nutrono perlopiù di materiale vegetale, come germogli, frutti, bacche, ghiande e semi. In vista dell'inverno questi animali tendono a sotterrare in vari punti delle provviste di ghiande, nocciole ed altri semi in modo tale da poter disporre di una fonte costante di approvvigionamento nei periodi di magra: tuttavia essi non fanno ricorso a tali riserve qualora riescano a procacciarsi il cibo necessario, oppure non le consumano completamente, od ancora dimenticano di visitare alcuni siti in cui hanno nascosto del cibo, dando così la possibilità ai semi sotterrati di germogliare e perciò contribuendo involontariamente, ma grandemente, all'espansione del manto forestale.